# Feštetićeva zgrada u Čakovcu
Zgrada Feštetić nalazi se u gradu Čakovcu, Međimurska županija. 
Impozantan objekt, građen u razdoblju historicizma oponašanjem neoromaničkog stila, imajući elemente arhitekture dvorca, dominira sjevernim dijelom grada Čakovca, protežući se uzduž Svetojelenske ceste. Oko njega nalazi se njegovani park s raznolikom florom. 
Nekad je ova građevina, podignuta između 1857. i 1859. godine, imala ulogu upravne zgrade vlastelinstva grofova Feštetića, prema kojima i danas nosi ime, dijelom služeći i kao uprava tvornice šećera Jurja Feštetića, čija se proizvodnja odvijala u razdoblju 1855-1870. godine u središnjoj palači Starog grada Zrinskih i bila prvi industrijski pogon u Čakovcu. Zgrada je 1923. godine prenamijenjena, i sve do danas u njoj se nalaze odjeli čakovečke gradske (kasnije županijske) bolnice.

## Vanjske poveznice
- Zgrada Feštetić u Čakovcu  Arhivirana inačica izvorne stranice od 2. kolovoza 2008. (Wayback Machine)